# Matesovia turkmenica
Matesovia turkmenica (лат.) — вид полужесткокрылых насекомых-кокцид рода Matesovia из семейства гигантские и карминоносные червецы (Margarodidae).

## Распространение
Средняя Азия: Туркменистан.

## Описание
Мелкие равнокрылые насекомые овальной формы. Питаются соками амарантовых растений, например, Halocnemum strocilaceus, Halocnemum, Haloxylon ammodendron (Amaranthaceae).
Вид был впервые описан в 1992 году российскими энтомологами Р. В. Ященко и Евелиной Марковной Данциг (Зоологический институт РАН, Санкт-Петербург) вместе с Pseudaspidoproctus gramineus и Icerya hanoiensis. Matesovia turkmenica включён в состав рода Matesovia Jashenko, Danzig, 1992, который рассматривается близким к родам Drosicha и Monophleboides. Родовое название Matesovia дано в честь советского энтомолога Галины Яковлевны Матесовой (1925—1998), а видовое M. turkmenica происходит от места обнаружения типовой серии (Туркмения).